# 布鲁诺·科列尔

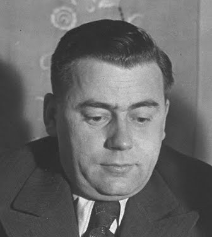
Bruno Köhler (1938)

布鲁诺·科列尔（捷克語：Bruno Köhler，1900年7月16日—1989年3月21日），捷克斯洛伐克共产党领导人之一。
1950年，捷克斯洛伐克第十一次党代表大会结束后，当选为捷克斯洛伐克中央书记处书记。

## 获奖
- 克莱门特·哥特瓦尔德勋章（1955年5月7日）[3]